# Les Portes de la création
 (janvier 2013).
Si vous disposez d'ouvrages ou d'articles de référence ou si vous connaissez des sites web de qualité traitant du thème abordé ici, merci de compléter l'article en donnant les références utiles à sa vérifiabilité et en les liant à la section « Notes et références ».
Les Portes de la création (titre original : Gates of creation) est un roman de Philip José Farmer. C'est le deuxième volume de la Saga des Hommes-Dieux, publié aux États-Unis en 1966 puis en France en 1970.

## Résumé
Après avoir compris qu'il est Jadawin, Robert Wolff découvre l'étendue de ses pouvoirs. Il est piégé par un membre de sa famille sur un monde chaotique en compagnie de nombre de ses frères et sœurs. Jadawin a changé. Il n'est plus le Seigneur vindicatif qu'il était avant de perdre sa mémoire et de devenir Robert Wolff.
La Saga des Hommes-Dieux permet à Philip José Farmer de développer le concept des univers adjacents, dans lequel notre monde et beaucoup d'autres ne sont que des « bulles » de cosmos imbriquées les unes dans les autres.